# Sérvia vs Albânia (2014)
Sérvia e Albânia se enfrentaram em uma partida de futebol ocorrida em 14 de outubro de 2014 no Estádio Partizan, em Belgrado (Sérvia), válida pelas Qualificações para o Campeonato Europeu de Futebol de 2016. O jogo foi interrompido aos 42 minutos, quando um drone carregando a bandeira da Albânia invadiu o campo e paralisou a partida, dando início a uma grande confusão entre ambas as seleções.

## Resumo da partida
A partida transcorria normalmente até que, aos 42 minutos do primeiro tempo, um drone carregando a bandeira da Albânia com o escrito Autochthonous (autóctone - nativo), fazendo referência a autonomia do país, sobrevoou o campo de jogo. O zagueiro sérvio Stefan Mitrović puxou o objeto. Os jogadores albaneses reprovaram a atitude do adversário e foram para cima do jogador, iniciando uma confusão generalizada. Os torcedores sérvios, únicos presentes no estádio, por questões de segurança, invadiram o gramado e aumentaram ainda mais a confusão. O árbitro inglês Martin Atkinson suspendeu a partida válida pelo Grupo I das Eliminatórias pra Eurocopa de 2016. Os torcedores ainda nas arquibancadas, durante o tumulto, gritaram o nome do presidente da Rússia, Vladimir Putin. No gramado, os jogadores sérvios correram para o túnel de acesso aos vestiários e retornaram após intervenção da polícia, para saudar a torcida.

## Detalhes
| 14 de outubro de 2014 | Sérvia | 0 – 3 Abandonada aos 42' | Albânia | Estádio Partizan, Belgrado                   |
| 20:45 (UTC+2)         |        | Relatório                |         | Público: 25 200 Árbitro: ENG Martin Atkinson |

| Sérvia | Albânia |

|               |    |                    |  |     |
|               |    |                    |  |     |
| G             | 1  | Vladimir Stojković |  |     |
| L             | 6  | Branislav Ivanović |  | 35' |
| Z             | 5  | Matija Nastasić    |  |     |
| Z             | 13 | Stefan Mitrović    |  |     |
| L             | 11 | Aleksandar Kolarov |  |     |
| M             | 7  | Zoran Tošić        |  |     |
| M             | 8  | Nemanja Gudelj     |  |     |
| M             | 10 | Dušan Tadić        |  |     |
| M             | 14 | Nemanja Matić      |  |     |
| M             | 19 | Filip Djuričić     |  |     |
| A             | 18 | Danko Lazović      |  |     |
| Treinador:    |    |                    |  |     |
| Dick Advocaat |    |                    |  |     |

|                 |    |               |     |
|                 |    |               |     |
| G               | 1  | Etrit Berisha |     |
| L               | 4  | Elseid Hysaj  |     |
| Z               | 5  | Lorik Cana    |     |
| Z               | 15 | Mërgim Mavraj |     |
| L               | 7  | Ansi Agolli   | 34' |
| M               | 2  | Andi Lila     |     |
| M               | 3  | Ermir Lenjani |     |
| M               | 13 | Burim Kukeli  |     |
| M               | 14 | Taulant Xhaka |     |
| M               | 22 | Amir Abrashi  |     |
| A               | 19 | Bekim Balaj   |     |
| Treinador:      |    |               |     |
| Gianni De Biasi |    |               |     |

## Consequências
No dia 24 de outubro de 2014, foi anunciado pela UEFA que o Comitê de Controle, Ética e Disciplina aplicou sobre a Albânia a vitória por 3-0. A Sérvia teve também três pontos deduzidos, e condenação para jogar os próximos dois jogos com portões fechados. Além disso, a Associação de Futebol da Albânia foi multada em 100 mil euros.